# Catherine Jagellon
Titre
Reine consort de Suède-Finlande
30 septembre 1568 – 16 septembre 1583
(14 ans, 11 mois et 17 jours)
Catherine Jagellon (en polonais : Katarzyna Jagiellonka), née le 1er novembre 1526 et décédée le 16 septembre 1583, était une princesse polonaise et lituanienne, devenue reine de Suède-Finlande par son mariage avec le roi Jean III.

## Biographie
Catherine est la cinquième et dernière enfant de Sigismond Ier (1467-1548), roi de Pologne et grand-duc de Lituanie, et de sa seconde épouse Bona Sforza (1494-1559).
En 1562, elle épouse Jean III Vasa (1537-1592), roi de Suède en 1568, avec qui elle a :
- Sigismond III Vasa (1566-1632)[1], roi de Suède de 1592 à 1599. Il hérite du trône de Pologne à la mort de sa tante Anne Jagellon.
- Anne (1568-1625).